# Dialectica japonica
Dialectica japonica là một loài bướm đêm thuộc họ Gracillariidae. Nó được tìm thấy ở Nhật Bản (Kyūshū).
Sải cánh dài 7.5-8.6 mm.
Ấu trùng ăn Ehretia ovalifolia. Chúng ăn lá nơi chúng làm tổ.